# Tamba cinnamomea
Tamba cinnamomea är en fjärilsart som beskrevs av John Henry Leech 1900. Tamba cinnamomea ingår i släktet Tamba och familjen nattflyn. Inga underarter finns listade i Catalogue of Life.